# (21990) Garretyazzie
(21990) Garretyazzie (1999 XH22) – planetoida z pasa głównego asteroid okrążająca Słońce w ciągu 4,98 lat w średniej odległości 2,91 j.a. Odkryta 6 grudnia 1999 roku.